# Penicillus dumetosus
Penicillus dumetosus és una espècie d'alga verda de la família Udoteaceae. Es distribueix per tot el continent americà, l'Atlàntic oest i les illes del Mar Carib.